# Hieronymus (Breslau)
Hieronymus († 1062) war ein römisch-katholischer Geistlicher und Bischof von Breslau.

## Was bekannt ist
Nachdem das im Jahre 1000 gegründete Bistum Breslau um 1030 vermutlich infolge eines heidnischen Volksaufstandes untergegangen war, ist für 1051 ein Bischof Hieronymus bezeugt. In den Bischofslisten für Breslau wird er für die Zeit von 1046 bis 1062 angegeben. Es wird vermutet, dass er seinen Bischofssitz erst um 1050 in Breslau einnehmen konnte.
Da Schlesien um diese Zeit noch Missionsland war, fehlten dem Bistum Breslau noch die Verbindungen zur Gesamtkirche. Während seiner Amtszeit gab es nur wenige Kirchen. Nachgewiesen sind sie für Breslau, Liegnitz, Glogau, Teschen, Beuthen, Tost und Ratibor. Die an der Stelle des heutigen Domes 1051 bis 1069 in Holz erbaute Kirche wird auch als Hieronymusdom bezeichnet.